# Xavier Bosch i Garcia
Xavier Bosch i Garcia (Barcelona, 18 d'abril de 1962) és un polític català, diputat al Parlament de Catalunya en la IV i V Legislatures.

## Biografia
Es graduà en Enginyeria Tècnica Agrícola a l'Escola d'Agricultura de Barcelona. El 1981 es va integrar a la Crida a la Solidaritat en Defensa de la Llengua, la Cultura i la Nació Catalanes, de la que en fou cap del Secretariat Tècnic de 1982 a 1986 i membre del Secretariat Polític. També col·laborà amb Xarxa Cultural i fou membre del CIEMEN, del qual en coordinà el Tren de les Nacions, la CONSEO (Conferència de les Nacions sense Estat d'Europa Occidental), i les campanyes d'ajut humanitari a Etiòpia i Eritrea.
El 1986 fou un dels signants de la Crida Nacional a ERC, i el 1987 ingressà a Esquerra Republicana de Catalunya, partit del qual ha estat secretari de finances de les JERC i secretari d'organització (1989-1993).
Fou diputat per ERC a les eleccions al Parlament de Catalunya de 1992 i 1995, ha estat secretari de la Mesa del Parlament de Catalunya i ha format part de les comissions de Política Social, Unió Europea i Estudis sobre la SIDA, i presidí la d'Estudi del Finançament dels Serveis Socials. Ha estat coordinador de l'intergrup Pau al Sàhara.
Fou un dels diputats que acompanyà Àngel Colom quan aquest s'escindí d'ERC el 1996 per a fundar el Partit per la Independència (PI), del que en fou president del Consell Nacional i de la Comissió Sectorial d'Afers Exteriors. Fou candidat per aquest darrer partit a les eleccions al Parlament Europeu de 1999. Entre 1998 i 2007 fou president de l'Associació de Diabètics de Catalunya. Quan el 2003 Colom va ser nomenat delegat de l'oficina de la Generalitat al Marroc, Bosch el va seguir i entre 2003 i 2004 va treballar com a sotsdirector de la delegació de la Generalitat al Marroc. L'any 2000 ingressaria a Convergència Democràtica de Catalunya, incorporant-se al secretariat d'immigració del partit. El 2011 seria nomenat Director General d'Immigració de la Generalitat de Catalunya durant el primer mandat d'Artur Mas.